# Зимние Олимпийские игры 2010
Зи́мние Олимпи́йские и́гры 2010 (официальное название — XXI Олимпи́йские Зи́мние и́гры, англ. XXI Olympic Winter Games, фр. XXIes Jeux olympiques d'hiver) — международное спортивное мероприятие, которое проходило с 12 по 28 февраля 2010 года в Ванкувере (Канада).

## Выбор города
Олимпийская ассоциация Канады выбрала Ванкувер в качестве представителя страны на этих выборах города, оставив позади него Калгари, планировавший принимать Игры во второй раз, и Квебек, проигравший в 1995 году выборы города на зимние Олимпийские игры 2002. В первом туре голосования, прошедшем 21 ноября 1998 года, за Ванкувер было подано 26 голосов, за Квебек — 25 и за Калгари — 21. 3 декабря 1998 года, во втором и последнем туре выборов города-кандидата между двумя лидирующими кандидатами, за Ванкувер было подано 40 голосов против 32 голосов, отданных Квебеку. По итогам голосования город начал подготовку к международному соревнованию за право принимать Игры.
После коррупционного скандала, имевшего место на Играх 2002 года в Солт-Лейк-Сити, заставившего Квебек подавать в суд с требованием выплаты 8 млн канадских долларов компенсации за проигранные выборы, правила голосования существенно изменились, например, были запрещены денежные подарки от принимающей стороны членам МОК, выезжающим в города-кандидаты с целью инспектирования.
В Ванкувере был проведён опрос среди населения с целью выяснения общественного мнения относительно выигрыша или проигрыша города в соревновании на право проведения Олимпиады. Впервые в истории такого референдума 64 % ответили утвердительно.
Ванкувер выиграл это право 2 июля 2003 года на 115-м заседании Международного олимпийского комитета, прошедшем в Праге (Чехия). Результаты были объявлены Жаком Рогге — это было его первое официальное заявление на посту президента МОК.
| Город                         | Страна           | 1-й раунд | 2-й раунд |
| Ванкувер, Британская Колумбия | Канада           | 40        | 56        |
| Пхёнчхан                      | Республика Корея | 51        | 53        |
| Зальцбург                     | Австрия          | 16        | -         |

До этого Ванкувер дважды соревновался за право принять зимние Олимпийские игры 1976 и 1980 годов. В первый раз город вышел из борьбы после первого раунда из четырёх, проиграв в итоге Денверу. Однако затем последний отказался от проведения соревнований, и МОК предложил принять соревнования Ванкуверу, но из-за разных причин он отказался тоже. В итоге Игры прошли в Инсбруке. В следующий раз Ванкувер выбыл из борьбы за несколько дней до финального голосования, оставив Лейк-Плэсид единственным кандидатом.

## Организация

### ИТ-инфраструктура
Для непрерывной трансляции Игр была создана сложная IT-инфраструктура, объединившая 15 спортивных объектов, три центра обработки данных и тестовую лабораторию. Система передачи данных разработана компанией Atos Origin и использует аппаратные решения Sun Microsystems (подразделение Oracle Corporation), включающие:
- серверы Sun SPARC Enterprise с технологией CoolThreads под управлением операционной системы Solaris 10;
- серверы Sun Fire на процессорах AMD и Intel с архитектурой x64 под управлением Microsoft Windows;
- массивы хранения данных Sun StorageTek.

## Олимпийские объекты

### Ванкувер
В черте Ванкувера находится большинство спортивных стадионов и арен Олимпийских игр:
- Би-Си Плэйс — церемонии открытия и закрытия
- Олимпийская деревня Ванкувера
- Канада-Хоккей-Плейс — хоккей c шайбой
- Пасифик Колизиум — фигурное катание и шорт-трек
- Олимпийский центр Ванкувера — кёрлинг
- Зимний спортивный центр УБК — хоккей

### Ричмонд
В Ричмонде, пригороде Ванкувера, располагается один стадион:
- Олимпийский овал Ричмонда — конькобежный спорт

### Вест-Ванкувер
В Вест-Ванкувере, ещё одном пригороде, расположен другой спортивный объект:
- Сайприсс Маунтейн — фристайл и сноуборд

### Уистлер
В Уистлере, который расположен в 126 километрах от Ванкувера, расположено ещё несколько арен для проведения соревнований:
- Олимпийская и Паралимпийская деревня Уистлера
- Уистлер Хиллкрест — горнолыжный спорт
- Олимпийский парк Уистлера — биатлон, лыжные гонки, лыжное двоеборье, прыжки с трамплина
- Санный центр Уистлера — бобслей, скелетон и санный спорт

Олимпийские объекты
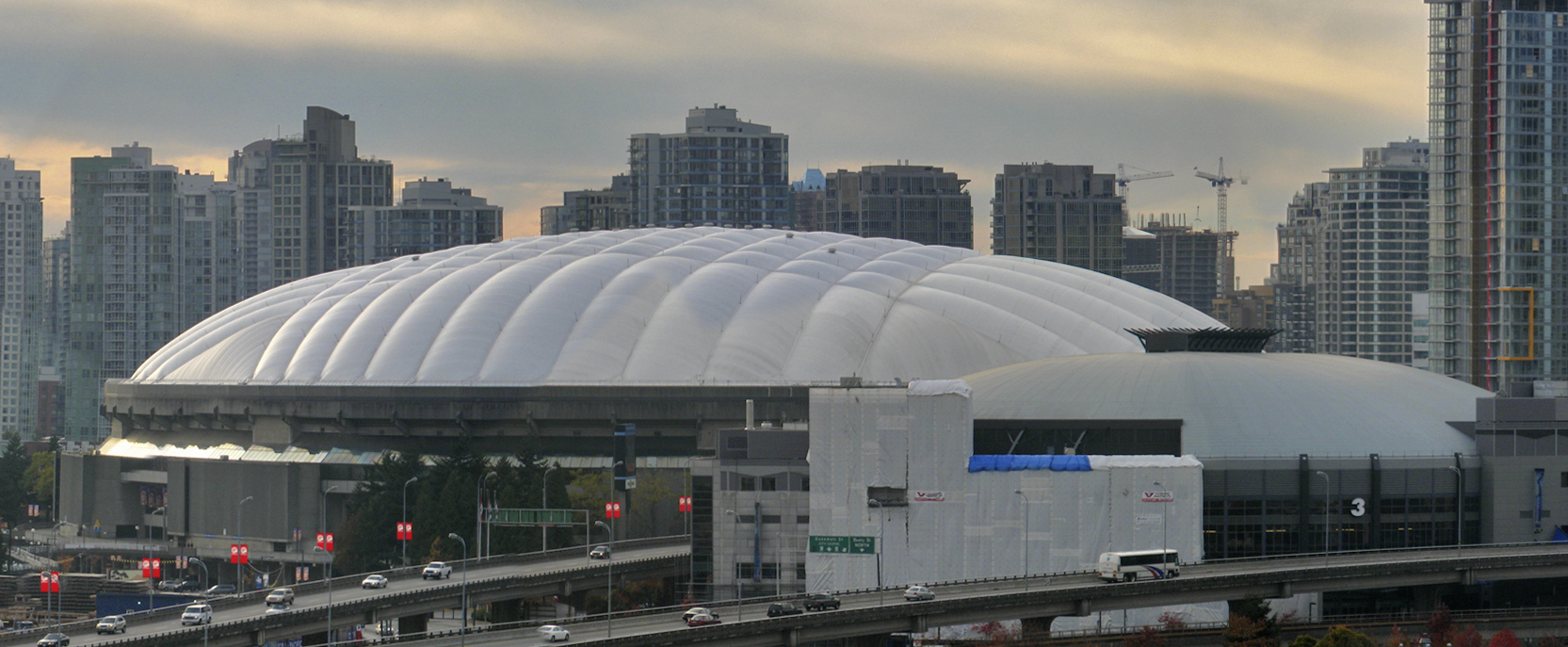
Би-Си Плэйс, арена для церемоний открытия и закрытия
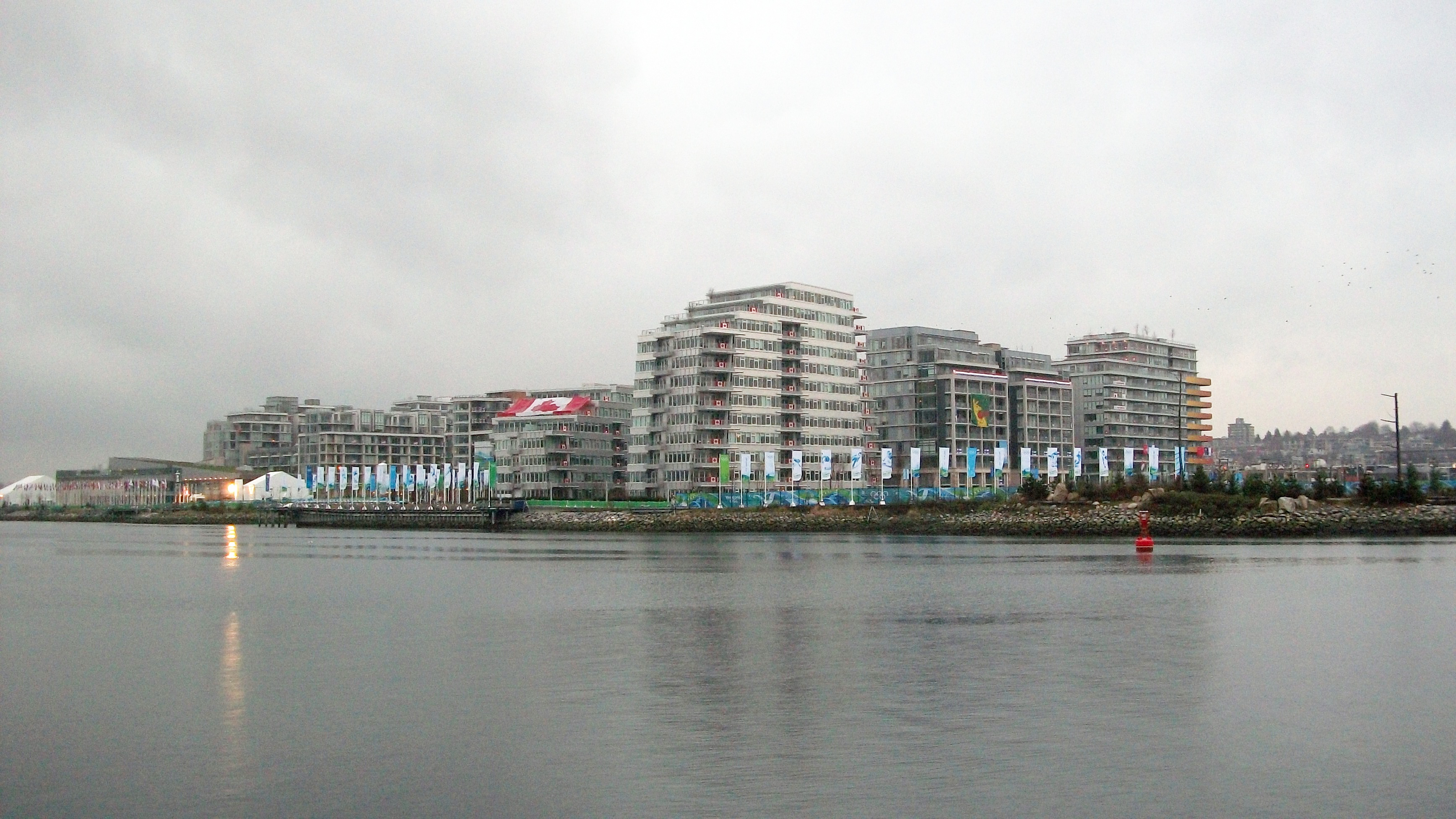
Олимпийская и Паралимпийская деревня в Ванкувере
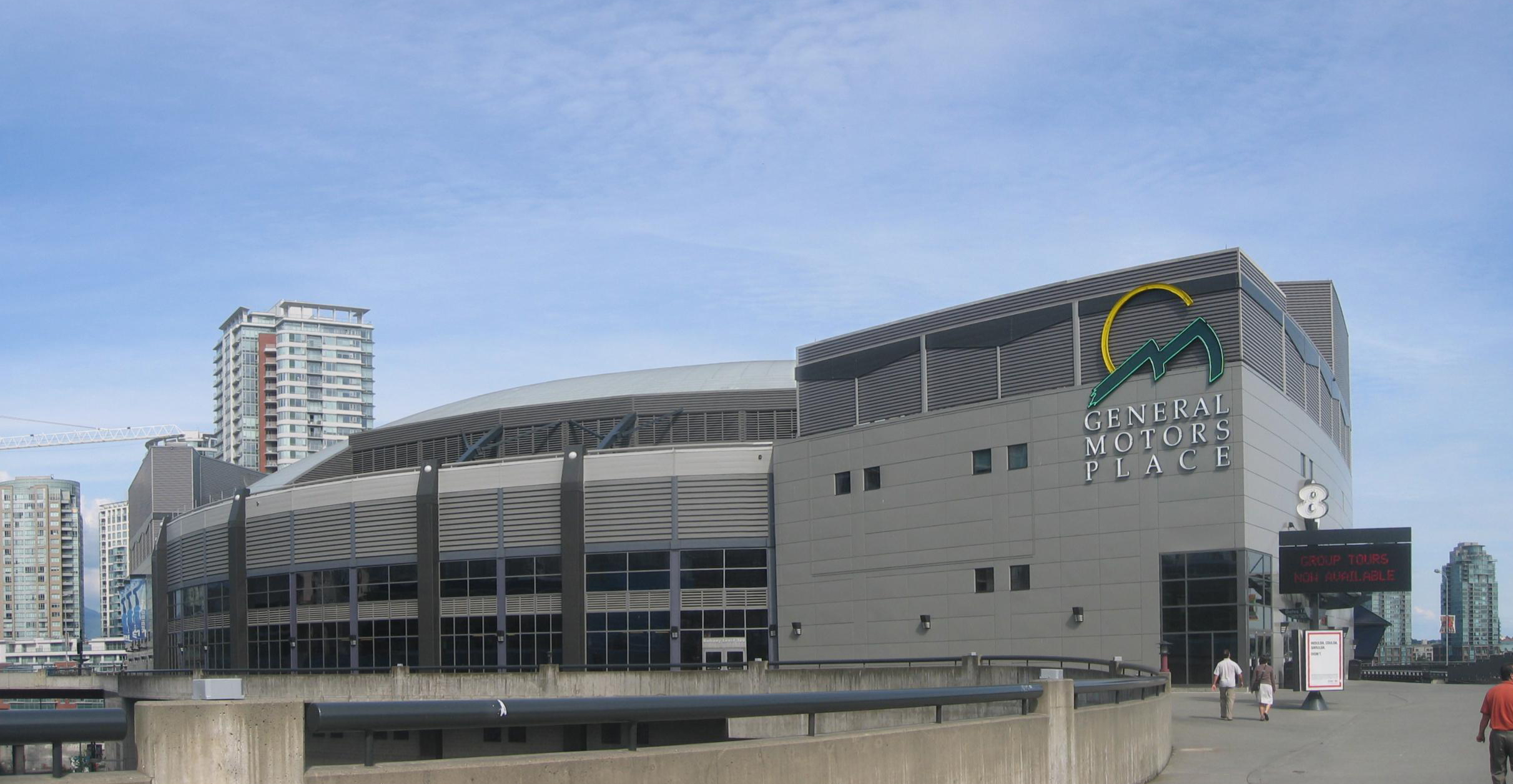
Канада-Хоккей-Плейс
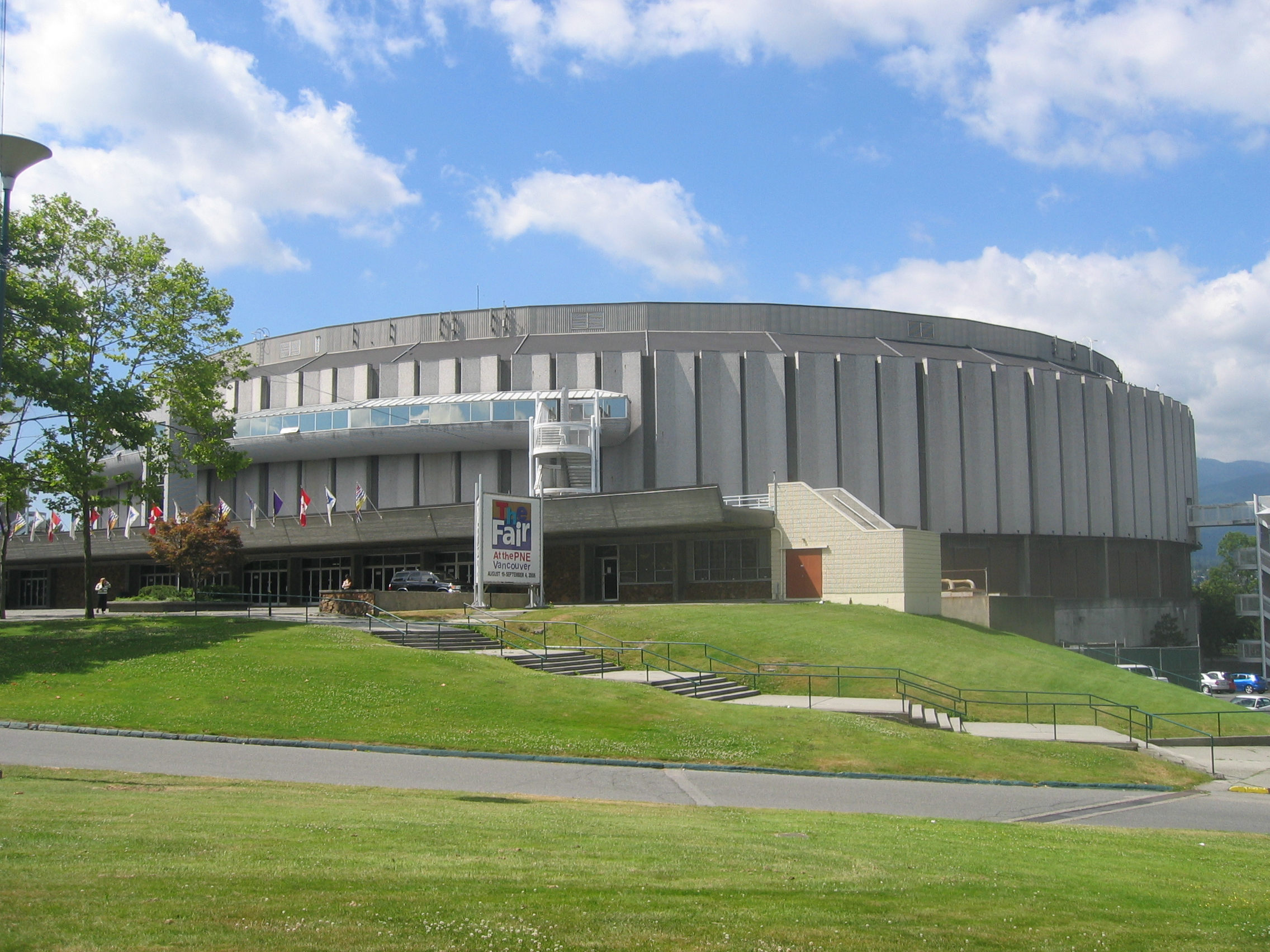
Пасифик Колизиум
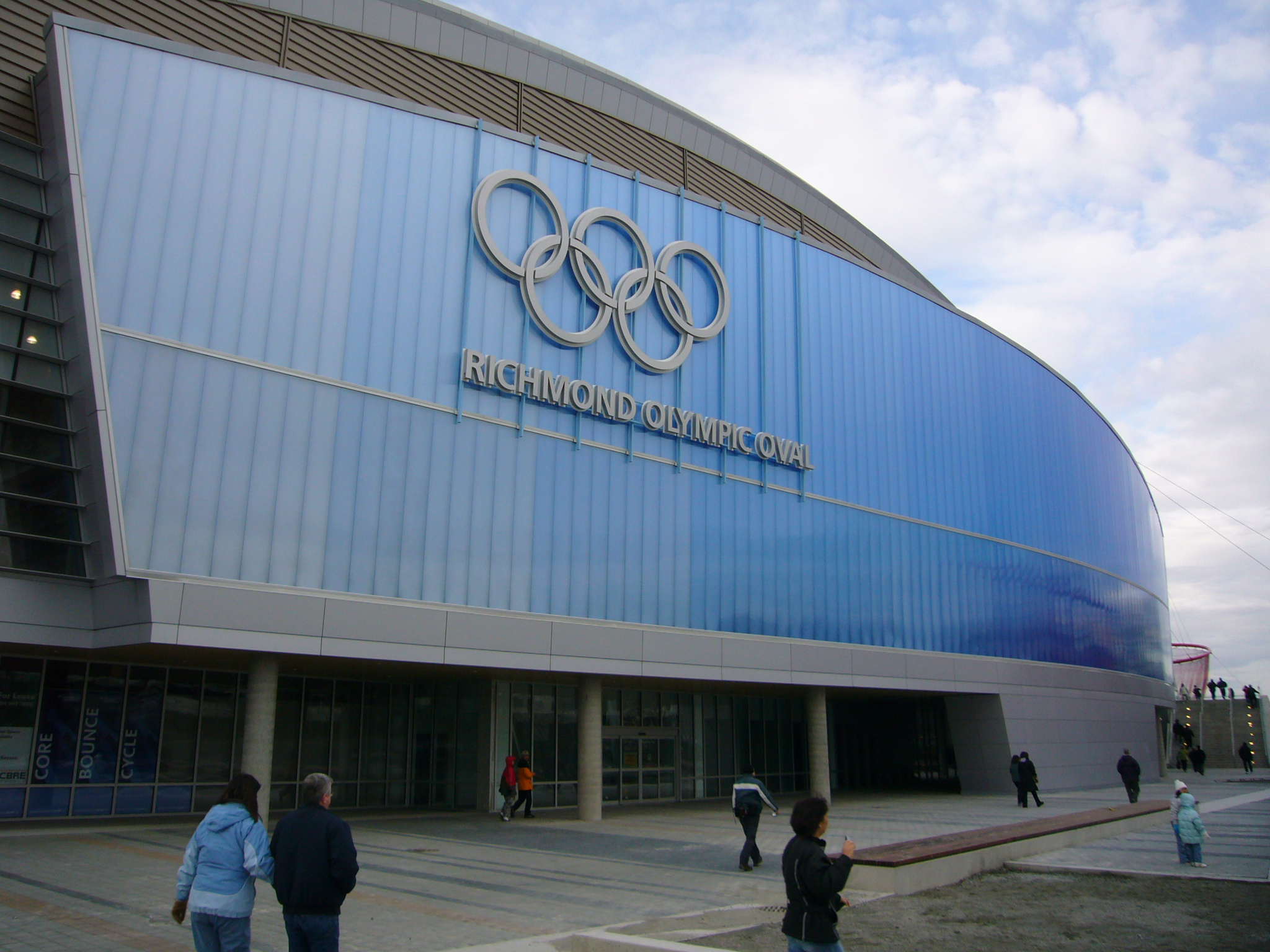
Олимпийский овал Ричмонда

## Символы

### Эмблема

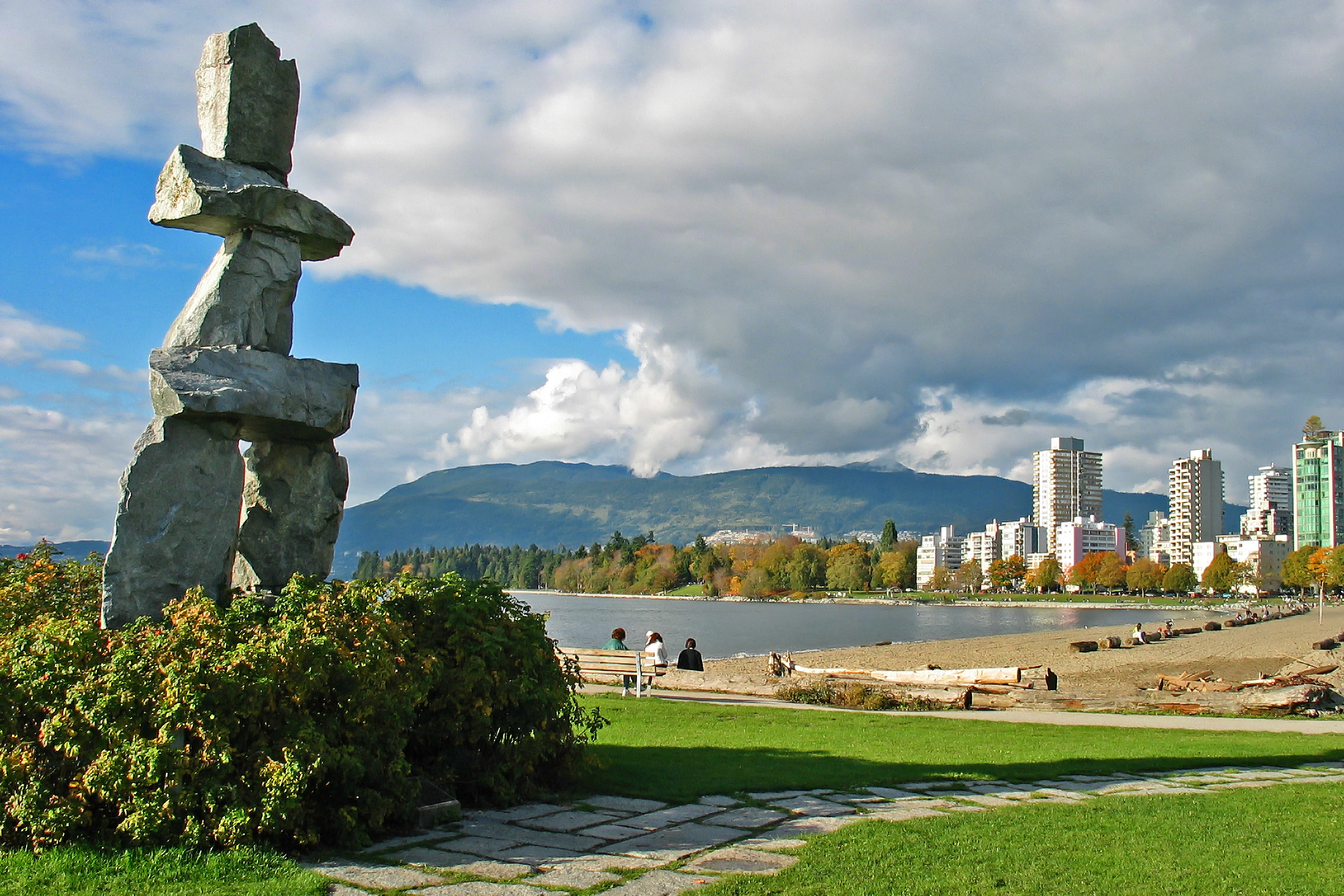
Статуя, по которой была составлена эмблема

Эмблема была представлена 23 апреля 2005 года. На ней изображена статуя-инукшук по имени Иланаак, что в переводе с языка инуктитут означает «друг». Изображение было взято со статуи, стоящей на берегу Английского залива в Ванкувере. Зелёный, синий и голубой цвета символизируют леса, горы и океан, красный — означает цвет кленового листа, расположенного на флаге Канады, а жёлтый — цвет восходящего солнца.

### Талисманы
Талисманами Игр выступили:

Слева направо: Суми, Куатчи, Мига

- Мига (Miga) — вымышленный морской медведь, наполовину косатка, наполовину белый барибал.
- Куатчи (Quatchi) — бигфут, происходящий из канадских лесов и мечтающий стать хоккеистом.
- Суми (Sumi) — «дух животных». В нём соединены многие представители фауны канадского тихоокеанского побережья. Он стал талисманом Паралимпийских игр.
- Мукмук (Mukmuk) — ванкуверский сурок, неофициальный талисман Игр.

### Девизы
Девизы Игр были объявлены 25 сентября 2008 года. Ими являются строчки из гимна Канады — «С пылающими сердцами» (англ. With glowing hearts) из английской части песни и «Самых блестящих подвигов» (фр. Des plus brillants exploits) из французской.

### Эстафета Олимпийского огня

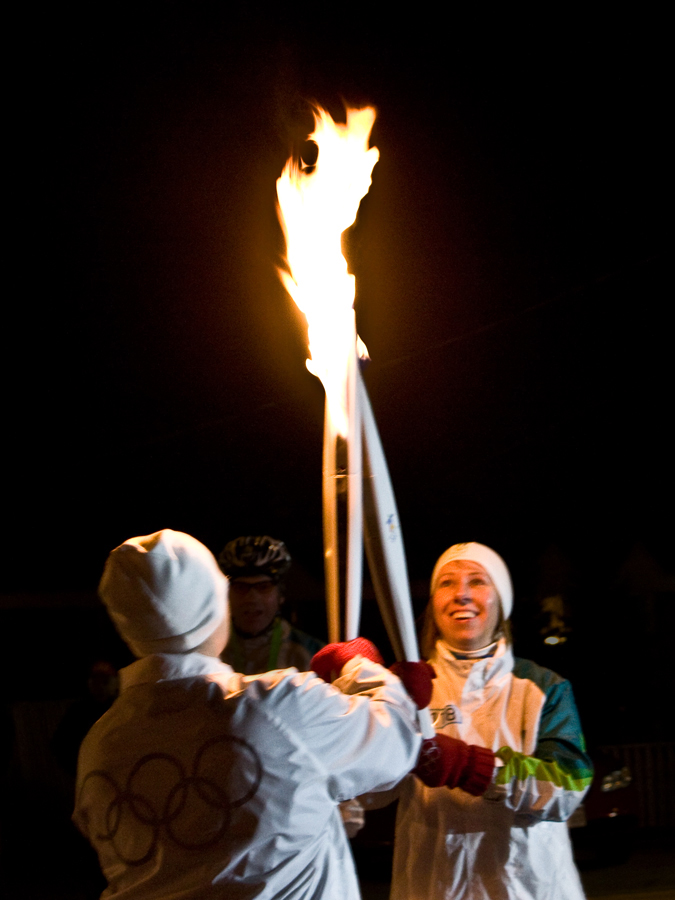
Передача олимпийского огня

Разработкой факела эстафеты олимпийского огня занималась аэрокосмическая корпорация «Бомбардье» (Bombardier), инженеры которой прибегли к особым ухищрениям, чтобы вмонтировать внутрь специальную горелку. Она использует специальную смесь пропана и изобутана, которая дает яркое пламя, даже при очень низких температурах. Огонь не погаснет при сильном ветре или падении факела на землю. При этом из 7000 экземпляров погасло 146, что существенно ниже признанной Международным олимпийским комитетом нормы в 5 % от общего количества.
22 октября 2009 года в греческом городе Олимпия был зажжён огонь зимних Олимпийских игр 2010 года, в соответствии с традицией, с помощью солнечных лучей. Первым факелоносцем стал греческий лыжник Василиас Димитридас, который был одет в лыжный костюм, несмотря на жаркую летнюю погоду. 30 октября 2009 года огонь прибыл в Викторию, столицу Британской Колумбии. Эстафета полностью прошла в пределах Канады.
В эстафете олимпийского огня, прошедшей с 30 октября 2009 года по 12 февраля 2010 года, по заявлениям организаторов, приняло участие примерно 12 тысяч факелоносцев, прошедших дистанцию длиной 45 000 км. Маршрут эстафеты олимпийского огня был проложен по воде (1000 км), по воздуху (18 000 км) и по земле (26 000 км) и стал самым протяжённым в истории Олимпийских игр на тот момент. Эстафета завершилась торжественным зажжением огня на стадионе Би-Си Плэйс.

### Медали
Золотые медали Олимпиады были изготовлены из серебра с золотым напылением. Их рыночная себестоимость, по оценке издания Wall Street Journal, составила порядка 500 долларов, а стоимость серебряных медалей — примерно вдвое меньше.

## Церемония открытия

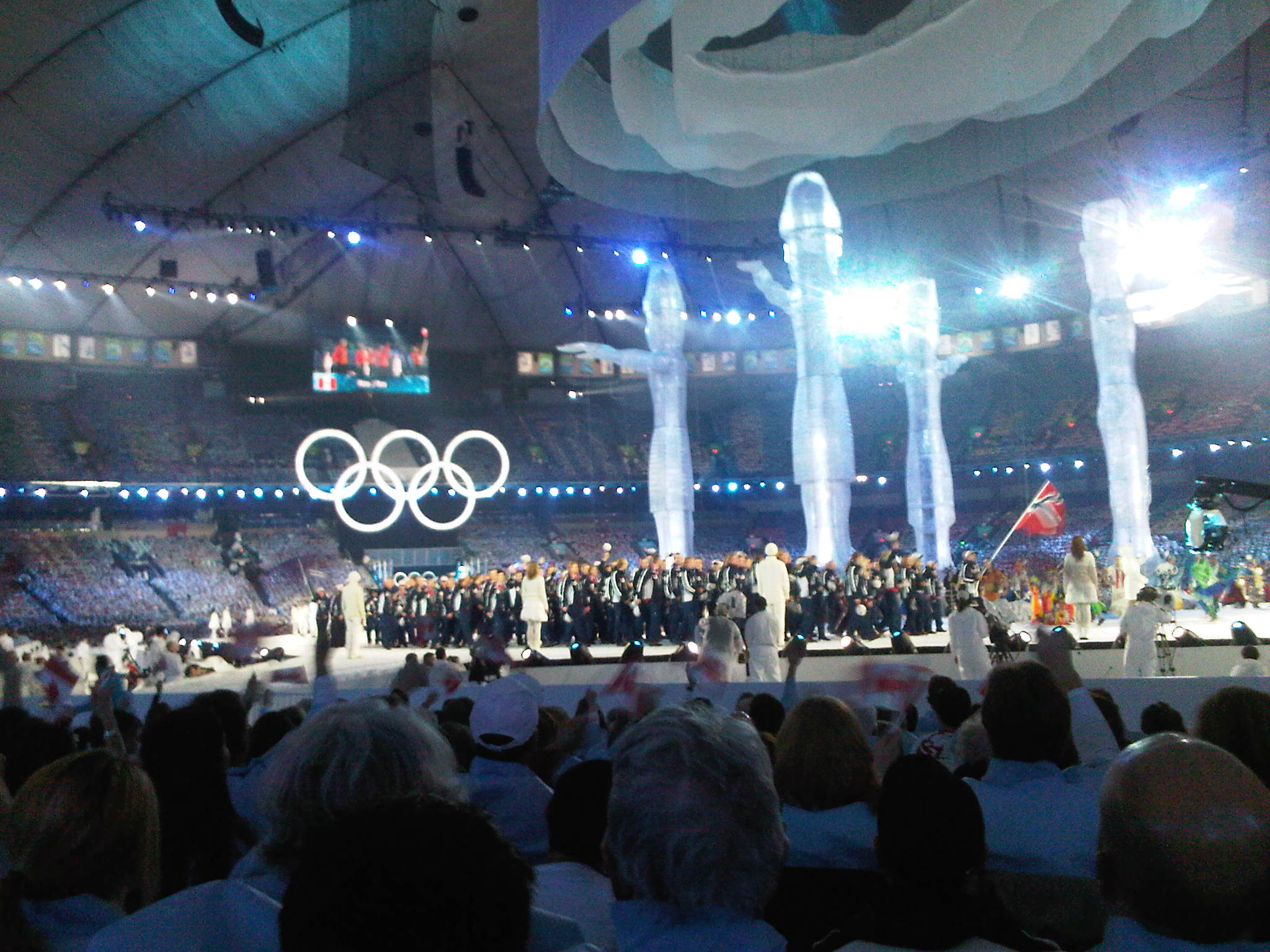
Церемония открытия Олимпийских игр 2010

В сценарий Церемонии были внесены изменения в связи с гибелью Нодара Кумариташвили: добавлена минута молчания, а Микаэль Жан в своей официальной речи упомянула о погибшем спортсмене. Кэтрин Дон Ланг в память о нём спела «Аллилуйя» Леонарда Коэна.
В открытии участвовали такие звёзды, как Нил Янг, Нелли Фуртадо, Брайан Адамс, Дональд Сазерленд, Жак Вильнёв, Бобби Орр, Лорина Маккеннит, Гару.
Интригой церемонии было отсутствие на стадионе видимой конструкции Факела Олимпийского огня. Факел появился из центра арены. Он представляет собой костёр, состоящий из нескольких поленьев. Факел должны были зажечь одновременно несколько человек: хоккеист Уэйн Гретцки, горнолыжница Нэнси Грин, конькобежка Катриона Лемэй-Доан и баскетболист Стив Нэш, но из-за проблем с электроникой одна из колонн, по которым огонь должен был поступить к факелу не выдвинулась, и факел зажгли только три человека. На церемонии закрытия олимпиады эта оплошность была исправлена (в забавной форме) и факел зажгли ещё раз. Так как, по условиям МОК, пламя должно быть видно с улицы, вскоре Уэйном Гретцки был зажжён второй факел возле Выставочного центра, который представляет собой копию первого (за исключением одного из четырёх окружающих элементов, который не выдвинулся из арены стадиона).

## Соревнования

### Виды спорта
В программу Олимпийских игр включены соревнования по семи видам спорта, разделённым на 15 дисциплин. Всего было разыграно 86 комплектов наград:
- Биатлон (10)
- Бобслей
  -  Бобслей (3)
  -  Скелетон (2)
- Кёрлинг (2)
- Коньковые виды спорта
  -  Конькобежный спорт (12)
  -  Фигурное катание (4)
  -  Шорт-трек (8)
- Лыжные виды спорта
  -  Горнолыжный спорт (10)
  -  Лыжное двоеборье (3)
  -  Лыжные гонки (12)
  -  Прыжки на лыжах с трамплина (3)
  -  Сноуборд (6)
  -  Фристайл (6)
- Санный спорт (3)
- Хоккей (2)

По сравнению с прошлыми Играми были добавлены 2 комплекта наград — ски-кросс среди мужчин и женщин, который является частью состязаний по фристайлу. Это решение было принято Исполнительным комитетом МОК 28 ноября 2006 года в Кувейте. Также предлагались к включению несколько других видов соревнований, но они не были приняты (смешанная эстафета в биатлоне, соревнования среди команд в бобслее и скелетоне, санном и горнолыжном спорте из-за того, что они дают возможность победителям индивидуальных соревнований выиграть дополнительные награды, а также кёрлинг среди смешанных команд и прыжки с трамплина среди женщин) из-за их ограниченного распространения (или недостаточной подготовленности большинства стран-участниц).

### Календарь
| ● | Церемония открытия | ● | Квалификация соревнований | ● | Финалы соревнований | ● | Показательные выступления | ● | Церемония закрытия |

| Февраль                     | 12 | 13 | 14 | 15 | 16 | 17 | 18 | 19 | 20 | 21 | 22 | 23 | 24 | 25 | 26 | 27 | 28 | Медали |
| Февраль                     | ПТ | СБ | ВС | ПН | ВТ | СР | ЧТ | ПТ | СБ | ВС | ПН | ВТ | СР | ЧТ | ПТ | СБ | ВС | Медали |
| --------------------------- | -- | -- | -- | -- | -- | -- | -- | -- | -- | -- | -- | -- | -- | -- | -- | -- | -- | ------ |
| Церемонии                   | ●  |    |    |    |    |    |    |    |    |    |    |    |    |    |    |    | ●  |        |
| Биатлон                     |    | 1  | 1  |    | 2  |    | 2  |    |    | 2  |    | 1  |    |    | 1  |    |    | 10     |
| Бобслей                     |    |    |    |    |    |    |    |    |    | 1  |    |    | 1  |    |    | 1  |    | 3      |
| Горнолыжный спорт           |    | 1  | 1  |    |    | 1  | 1  | 1  | 1  | 1  |    |    | 1  |    | 1  | 1  |    | 10     |
| Кёрлинг                     |    |    |    |    |    |    |    |    |    |    |    |    |    |    | 1  | 1  |    | 2      |
| Конькобежный спорт          |    | 1  | 1  | 1  | 1  | 1  | 1  |    | 1  | 1  |    | 1  | 1  |    |    | 2  |    | 12     |
| Лыжное двоеборье            |    |    | 1  |    |    |    |    |    |    |    |    | 1  |    | 1  |    |    |    | 3      |
| Лыжные гонки                |    |    |    | 2  |    | 2  |    | 1  | 1  |    | 2  |    | 1  | 1  |    | 1  | 1  | 12     |
| Прыжки на лыжах с трамплина |    | 1  |    |    |    |    |    |    | 1  |    | 1  |    |    |    |    |    |    | 3      |
| Санный спорт                |    |    | 1  |    | 1  | 1  |    |    |    |    |    |    |    |    |    |    |    | 3      |
| Скелетон                    |    |    |    |    |    |    |    | 2  |    |    |    |    |    |    |    |    |    | 2      |
| Сноуборд                    |    |    |    | 1  | 1  | 1  | 1  |    |    |    |    |    |    |    | 1  | 1  |    | 6      |
| Фигурное катание            |    |    |    | 1  |    |    | 1  |    |    |    | 1  |    |    | 1  |    |    |    | 4      |
| Фристайл                    |    | 1  | 1  |    |    |    |    |    |    | 1  |    | 1  | 1  | 1  |    |    |    | 6      |
| Хоккей                      |    |    |    |    |    |    |    |    |    |    |    |    |    | 1  |    |    | 1  | 2      |
| Шорт-трек                   |    | 1  |    |    |    | 1  |    |    | 2  |    |    |    | 1  |    | 3  |    |    | 8      |
| Медали                      |    | 6  | 6  | 5  | 5  | 7  | 6  | 4  | 6  | 6  | 4  | 4  | 6  | 5  | 7  | 7  | 2  | 86     |
| Февраль                     | 12 | 13 | 14 | 15 | 16 | 17 | 18 | 19 | 20 | 21 | 22 | 23 | 24 | 25 | 26 | 27 | 28 | Медали |

### Страны-участницы
В соревнованиях приняли участие спортивные делегации из 82 стран.

Гана, Каймановы острова, Колумбия, Пакистан, Перу, Сербия, Черногория дебютировали на зимних Олимпийских играх.
| - Австралия - Австрия - Азербайджан - Албания - Алжир - Андорра - Аргентина - Армения - Беларусь - Бельгия - Бермуды - Болгария - Босния и Герцеговина - Бразилия - Великобритания - Венгрия - Гана - Германия - Гонконг - Греция - Грузия | - Дания - Израиль - Индия - Иран - Ирландия - Исландия - Испания - Италия - Казахстан - Каймановы острова - Канада - Кипр - Кыргызстан - Китай - КНДР - Колумбия - Латвия - Ливан - Литва - Лихтенштейн - Македония | - Мексика - Молдова - Монако - Монголия - Марокко - Непал - Нидерланды - Новая Зеландия - Норвегия - Пакистан - Перу - Польша - Португалия - Россия - Румыния - Сан-Марино - Сенегал - Сербия - Словакия - Словения | - США - Таджикистан - Тайвань - Турция - Узбекистан - Украина - Финляндия - Франция - Хорватия - Черногория - Чехия - Чили - Швейцария - Швеция - Эстония - Эфиопия - ЮАР - Республика Корея - Ямайка - Япония |

### Медальный зачёт
Жирным выделено наибольшее количество медалей в своей категории; страна-организатор также выделена.
|       | Общее количество медалей | Общее количество медалей | Общее количество медалей | Общее количество медалей | Всего |
| Место | Страна                   | Золото                   | Серебро                  | Бронза                   | Всего |
| ----- | ------------------------ | ------------------------ | ------------------------ | ------------------------ | ----- |
| 1     | Канада                   | 14                       | 7                        | 5                        | 26    |
| 2     | Германия                 | 10                       | 13                       | 7                        | 30    |
| 3     | США                      | 9                        | 15                       | 13                       | 37    |
| 4     | Норвегия                 | 9                        | 8                        | 6                        | 23    |
| 5     | Республика Корея         | 6                        | 6                        | 2                        | 14    |
| 6     | Швейцария                | 6                        | 0                        | 3                        | 9     |
| 7     | Китай                    | 5                        | 2                        | 4                        | 11    |
| 7     | Швеция                   | 5                        | 2                        | 4                        | 11    |
| 9     | Австрия                  | 4                        | 6                        | 7                        | 17    |
| 10    | Нидерланды               | 4                        | 1                        | 3                        | 8     |
| Всего | Всего                    | 86                       | 87                       | 85                       | 258   |

Несоответствие количества серебряных и бронзовых наград связано с тем, что в мужской индивидуальной биатлонной гонке норвежец Уле-Эйнар Бьёрндален и белорус Сергей Новиков показали абсолютно одинаковое время и им обоим были вручены серебряные награды, а бронзовая не была вручена никому.

## Церемония закрытия

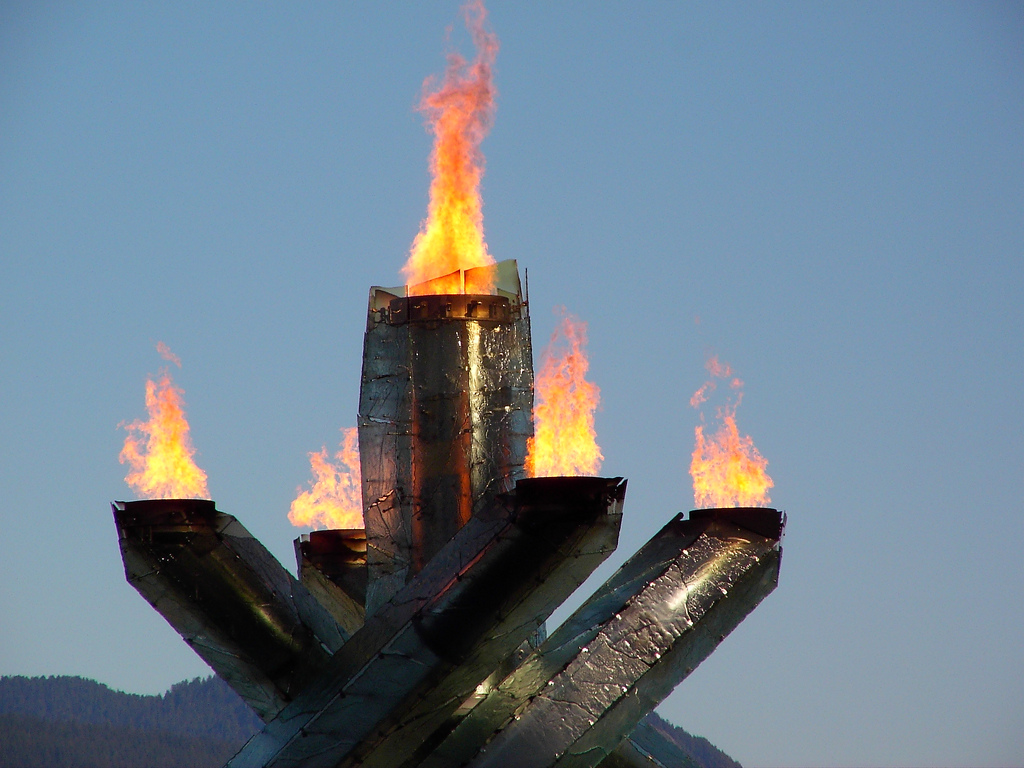
Олимпийский огонь

В сценарий церемонии закрытия также были внесены поправки. На арене появился «тот самый» «нерадивый электрик», подключил ток и извлёк из глубин последний элемент. Извинялся перед спортсменкой, которой не досталась возможность зажечь олимпийский огонь на открытии. Далее этот восстановленный «олимпийский костёр» был зажжён вновь.
Олимпийский флаг был торжественно передан Анатолию Пахомову — мэру Сочи. Под сводами арены BC Place прошли делегации олимпийцев, состоялось награждение победителей мужского лыжного марафона, а российские спортсмены и деятели культуры представили короткую программу, посвященную России и Сочи — столице следующей зимней Олимпиады.

## СМИ
МОК продал права на теле- и радиовещание соревнований следующим компаниям:
| Страны           | Компании                                    |
| ---------------- | ------------------------------------------- |
| Австралия        | Nine Network, Foxtel                        |
| Беларусь         | Белтелерадиокомпания                        |
| Бразилия         | Rede Record, Sportv,Terra Networks          |
| Великобритания   | Би-би-си                                    |
| Европа           | Eurosport, Eurosport HD                     |
| Италия           | RAI, Sky Italia                             |
| Канада           | CTVglobemedia, Rogers Media                 |
| Китай            | Cable TV Hong Kong, CCTV 5                  |
| Латвия           | LTV                                         |
| Мексика          | Televisa, TV Azteca                         |
| Новая Зеландия   | SKY Network Television                      |
| Республика Корея | Seoul Broadcasting System                   |
| Россия           | Первый канал, Россия-1, Россия-2, 2 Спорт 2 |
| Украина          | УТ-1, Спорт-1, Спорт-2, Спорт-3             |
| США              | NBC                                         |
| Филиппины        | Solar Entertainment Corporation             |
| Франция          | France Télévisions                          |
| Финляндия        | Yle                                         |
| Эстония          | Eesti Rahvusringhääling                     |
| Япония           | NHK                                         |

При этом Международный олимпийский комитет достаточно жестко ограничил права блогеров на освещение Олимпиады. В 11 пунктах блогерского «гайдлайна» МОК прописал категорический запрет на публикацию аудио- и видеоматериалов со всех спортивных мероприятий, церемоний награждения и открытия и закрытия Игр. Помимо них в блогах из Ванкувера запрещены интервью с участниками соревнований, анимированные картинки и любая реклама.

## Происшествия
12 февраля 21-летний грузинский саночник Нодар Кумариташвили во время тренировочного заезда не справился с управлением на крутом повороте санно-бобслейной трассы в Уистлере, построенной специально для этих олимпийских игр. В результате этого он на скорости примерно 144 км/ч вылетел за её пределы и ударился о металлическую опору. Травма оказалась смертельной. На церемонии открытия Олимпиады сборная Грузии вышла на парад олимпийцев с траурными повязками, после исполнения гимна Олимпийских Игр была объявлена минута молчания.
За день до этого события похожий случай произошёл с румынской саночницей Виолеттой Страматурару, итальянцем Армином Цогеллером, но им удалось избежать серьёзных травм.
На церемонии зажжения Олимпийского огня, в которой должны были участвовать Уэйн Гретцки и ещё четверо спортсменов (включая параолимпийца), не сработала автоматика пневматической системы, которая должна была поднять из-под пола стадиона один из элементов чаши Огня. Поэтому собственно церемония зажжения получилась несколько затянутой.
Олимпийские соревнования по конькобежному спорту на дистанции 500 метров были отложены из-за поломки заливочной машины (замбони). После выступления 10 пар спортсменов в первом забеге на арену Richmond Olympic Oval выехали две заливочные машины, одна из которых сломалась прямо на льду. Из-за этого недоразумения на внутренней дорожке скопилось много воды, в результате чего соревнования были отложены до 17.00 по местному времени.
На разминке перед квалификацией в личном спринте классическим стилем словенская лыжница Петра Майдич вылетела с трассы, упала в 3-метровый овраг и врезалась в дерево. Несмотря на боль, она прошла через четыре спринтерские квалификационные гонки и в финале заняла третье место. Как выяснилось позже, у неё были сломаны четыре ребра и повреждены лёгкие. На церемонии награждения Петра вступала на пьедестал в сопровождении двух врачей. Словенка была признана одним из героев Олимпиады.